# Lumpy Gravy
Lumpy Gravy je první sólové album kytaristy Franka Zappy. Zappa byl v té době velmi ovlivněn hudbou Igora Stravinskeho, proto na albu je orchestrální hudba.

## Seznam skladeb
Všechny skladby napsal Frank Zappa

### Strana 1
1. "Lumpy Gravy, Part One" – 15:48
  - "The Way I See It, Barry"
  - "Duodenum"
  - "Oh No"
  - "Bit Of Nostalgia"
  - "It's From Kansas"
  - "Bored Out 90 Over"
  - "Almost Chinese"
  - "Switching Girls"
  - "Oh No Again"
  - "At the Gas Station"
  - "Another Pickup"
  - "I Don't Know If I Can Go Through This Again"

### Strana 2
1. "Lumpy Gravy, Part Two" – 15:51
  - "Very Distraughtening"
  - "White Ugliness"
  - "Amen"
  - "Just One More Time"
  - "A Vicious Circle"
  - "King Kong"
  - "Drums Are Too Noisy"
  - "Kangaroos"
  - "Envelops the Bath Tub"
  - "Take Your Clothes Off"

Capitol album:

### Program 1
Tableaux – 10:20
- I. Sink Trap
- II. Gum Joy
- III. Up and Down
- IV. Local Butcher

### Program 2
Tableaux – 10:27
- V. Gypsy Airs
- VI. Hunchy Punchy
- VII. Foamy Soaky
- VIII. Let's Eat Out
- IX. Teenage Grand Finale